# William Wake
Pour les articles homonymes, voir Wake.
William Wake (Blandford Forum, Dorset, 26 janvier 1657 – Lambeth Palace, Londres, 24 janvier 1737) est un ecclésiastique anglican britannique. Il est successivement recteur de l'Église St James de Piccadilly, chapelain du roi évêque de Lincoln, puis le quatre-vingt-deuxième archevêque de Cantorbéry.

## Biographie
Wake avait des relations amicales avec plusieurs savants français, ayant été chapelain de l'ambassade britannique à Paris dans les années 1680. En 1718, il répondit favorablement à la proposition de Louis Ellies Dupin, gallican, de rapprocher l'église de la France, déliée de Rome, à celle de l'Angleterre.
Son arrière-petite-fille, Etheldred Benett, est l'une des premières femmes géologues britanniques, elle a réalisé l'édition scientifique d'un livre de mémoires de William Wake, A brief enquiry into the antiquity, honour and estate of the name and family of Wake en 1833.